# 错那凤仙花
错那凤仙花（学名：Impatiens cuonaensis）为凤仙花科凤仙花属的植物，是中国的特有植物。分布在中国大陆的西藏等地，生长于海拔2,700米至2,800米的地区，常生长在山坡林缘及草丛中，目前尚未由人工引种栽培。